# پودورف
پودورف (به آلمانی: Paudorf) یک منطقهٔ مسکونی در اتریش است که در ناحیه کرمس-لاند واقع شده‌است. پودورف ۲٬۳۸۹ نفر جمعیت دارد.